# 延伸超碼框
延伸超碼框 (Extended Super Frame，ESF)是在電信領域中T1的同步碼框架構，又稱作D5碼框，在1980待發展出來。它比它的前一代(超碼框)表現更佳的地方在於它具有(CRC)的功能，而且它的Data Link通道具有每秒4000位元的的通道容量。
在延伸超碼框中，一個超碼框是24個碼框。每一個碼框的第193個位元如下：
- 第4、8、12、16、20、24個碼框傳送001011。

- 第1、3、5、7、9、11、13、15、17、19、21、23用來當做數據鏈路。  (總共是所有碼框位元數量的一半，或者每秒4000位元。)

- 第2、6、10、14、18、22用來傳送整個超碼框的CRC碼。